# Sidrac
Sidrac o Sidroc es un nombre de origen nórdico que aparece en algunas crónicas medievales como propio de algunos jarls que acompañaron a los caudillos vikingos daneses en la conquista de Inglaterra.
El cronista Asser en su obra Vida del rey Alfredo cita:

[871] (…) el ejército pagano, de odioso recuerdo, abandona Anglia Oriental e invade el reino sajón de Wessex, llegando a la ciudad real, llamada Reading, situada en el banco sur del Támesis, en el distritro llamado Berkshire; y allí, al tercer día de su llegada, sus jarls, con gran parte de su ejército, saquean el país, mientras que otros hicieron una muralla entre los ríos Támesis y Kennet en el flanco derecho de la misma ciudad real. Se enfrentaron con Æthelwulf, con sus hombres, en un lugar llamado Englefield; ambas partes lucharon con bravura y soportaron las embestidas durante mucho tiempo. Al final uno de sus jarls cayó muerto, y gran parte de su ejército fue diezmado; los restantes escaparon, y los cristianos obtuvieron la victoria.
Vida del rey Alfredo, del cronista Asser

En la crónica anglosajona, manuscritos B, C, D y E, se cita expresamente al jarl fallecido en la batalla de Englefield como Sidroc. En el mismo año también se mencionan otros dos jarls daneses llamados Sidrac que participaron en la cruenta batalla de Ashdown, donde perecieron guerreros a miles por ambas partes, entre ellos el rey vikingo Bagsecg. Florence de Worcester menciona la fecha del combate el 23 de abril:

[871] Uno de sus dos reyes, y cinco de sus jarls fueron matados, junto con miles de paganos, que sucumbieron en todos los flancos, cubriendo con sus cuerpos el llano de Ashdune. El rey Bagsac, jarl Sidrac el Viejo, jarl Sidrac el Joven, jarl Osborn, jarl Frene y jarl Harold; todo el ejército pagano escapó, no solo por la noche sino hasta el día siguiente, hasta llegar a la fortaleza de donde habían salido.
Viking Age: A reader - Readings in Medieval Civilizations and Cultures

Anteriormente, un vikingo llamado Sidroc participó en las incursiones del Sena el 19 de agosto de 856 junto a Bjørn. Al llegar el invierno Sidroc abandonó las aguas francas mientras Bjørn construía un campo fortificado en la isla de Oscellus (probablemente Oissel). Los vikingos hacían incursiones a menudo llegando hasta Bayeux y Évreux, y toda la región mostraba muy poca resistencia a su actividad a lo largo del año 857.
Simeón de Durham en su Historia de Sancto Cuthberto menciona a los caudillos vikingos y jarls del gran ejército pagano: Halfdan, Inguar, Hubba, Beicsecg, Guthrun, Oscytell, Amund, dos jarls con el mismo nombre Sidroc, Osbern, Frana y Harold.

## Cultura popular
Sidroc Guntersson es un personaje de la literatura romántica que aparece en la obra The Norse King's Daughter ("La hija del rey nórdico") de la autora Sandra Hill.